# Бурмистров, Юрий Васильевич
Юрий Васильевич Бурмистров (1934—1956) — гвардии рядовой Советской Армии, участник подавления Венгерского восстания 1956 года, Герой Советского Союза (1956).

## Биография
Юрий Бурмистров родился в феврале 1934 года в селе Рамзай Мокшанского района (ныне — Пензенской области) в рабочей семье. Окончил семь классов школы, затем школу фабрично-заводского ученичества в Пензе, после чего работал слесарем на заводе «Электроавтомат». В августе 1953 года был призван на службу в Советскую Армию ВС Союза ССР Терновским районным военным комиссариатом Пензенской области. Проходил службу в составе особого корпуса советских войск на территории Венгерской Народной Республики, был линейным надсмотрщиком роты связи 5-го гвардейского механизированного полка 2-й гвардейской механизированной дивизии. Отличился во время венгерских событий 1956 года, официально именовавшихся как «подавление контрреволюционного мятежа».
24 октября 1956 года Бурмистров охранял узел связи в Будапеште. В тот день узел подвергся нападению венгерских повстанцев. Бурмистров отражал атаки противника пулемётным огнём. Вскоре он оказался отрезанным от своих сослуживцев. Когда противник вплотную приблизился к Бурмистрову, он подорвал себя и их гранатой. Похоронен на кладбище Керепеши в Будапеште.
Указом Президиума Верховного Совета СССР от 18 декабря 1956 года за «мужество и отвагу, проявленные при выполнении воинского долга» гвардии рядовой Юрий Бурмистров посмертно был удостоен высокого звания Героя Советского Союза. Также был награждён орденом Ленина. Бурмистров был навечно зачислен в списки личного состава мотострелкового полка. В его честь названа улица в Пензе.